# مات دونينغ
مات دونينغ هو لاعب اتحاد الرغبي كندي، ولد في 19 ديسمبر 1978 في كالغاري في كندا.

## وصلات خارجية
- مات دونينغ عل موقع إسبنسكروم (الإنجليزية)
- مات دونينغ على موقع ItsRugby.co.uk (الإنجليزية)